# 新幹線100系電力動車組
新幹線100系電聯車是日本新幹線所使用的列車型式之一，由日本國有鐵道與分割民營化之後的東海旅客鐵道與西日本旅客鐵道设计、制造、營運，是東海道新幹線和山陽新幹線上所行駛的第二代車輛。

## 概要
20世纪70年代，由于长时间在高强度高频度的苛刻条件下运行，1964年东海道新干线开业时就开始运用的0系车辆已经开始老化。例如，为了舒适性而采用的气密构造因为反复受到列车交會和进出隧道产生的气压作用，出现了金属疲劳等现象造成气密性能下降。由于0系是新干线首款营运车辆，设计之初难以预期其长期运用中出现的情形。据此，日本國有鐵道将0系的报废标准设定为制造后13年，因此，用新造的0系置换旧0系列车的状态持续了数年。
此外，在这个时机导入新型列车还有其他原因。例如，日本國有鐵道的经营状况恶化和劳資纠纷等问题，加之通车初期所特有的车辆投入方式导致使用年数不一致的编组零散混用影响了通用性。
除了因缺乏运用经验而无法把握的问题外，由于0系新干线的基本设计和内部装饰源自1964年，虽然经过数次小规模更换，但还是无法摆脱既有的陈旧老化的观感，加上1975年3月10日新干线博多站开业时使用新运行图增备的车辆也将在八十年代后半期汰换，被认为是更换新型列车的最佳契机，因此决定投入100系。
100系列车沿袭了0系和200系的技术，主要对内外装饰做了全新设计，从1985年10月到1992年累计制造、投入了16辆编组66列、共1,056辆，在内部装饰和技术层面上，许多在100系上采用的设备和技术也为后续的新干线列车所继承。前述的陈旧化加之设计上不敌TGV等后发高速铁路，故而开始摸索新造型。基于此，日本國有鐵道车辆设计事务所内设置了车辆设计专门委员会，成员由手錢正道、松本哲夫、木村一男推举。由各制造商提出设计方案，车辆设计专门委员会负责讨论、选用方案。。
试制的100系X0编组比0系第37、38批车早落成 。100系最终增备编组G46编组晚于300系第1号量产车J2编组落成，却先被报废了。
而100系在2003年9月16日退出東海道新幹線的服務行列，2011年3月12日以后有9组6辆编组（K编组）作为山陽新幹線的回聲號定期运用。
所有JR西日本剩餘的100系列車於2012年3月16日退出山陽新幹線的服務。

## 构造
100系列车以替换老化的0系为主要目的兼顾相同的运输能力（车辆定员）和造价外，最大限度维持地面设备现状及缩短到达时间也是其设计目标。

### 车辆外观

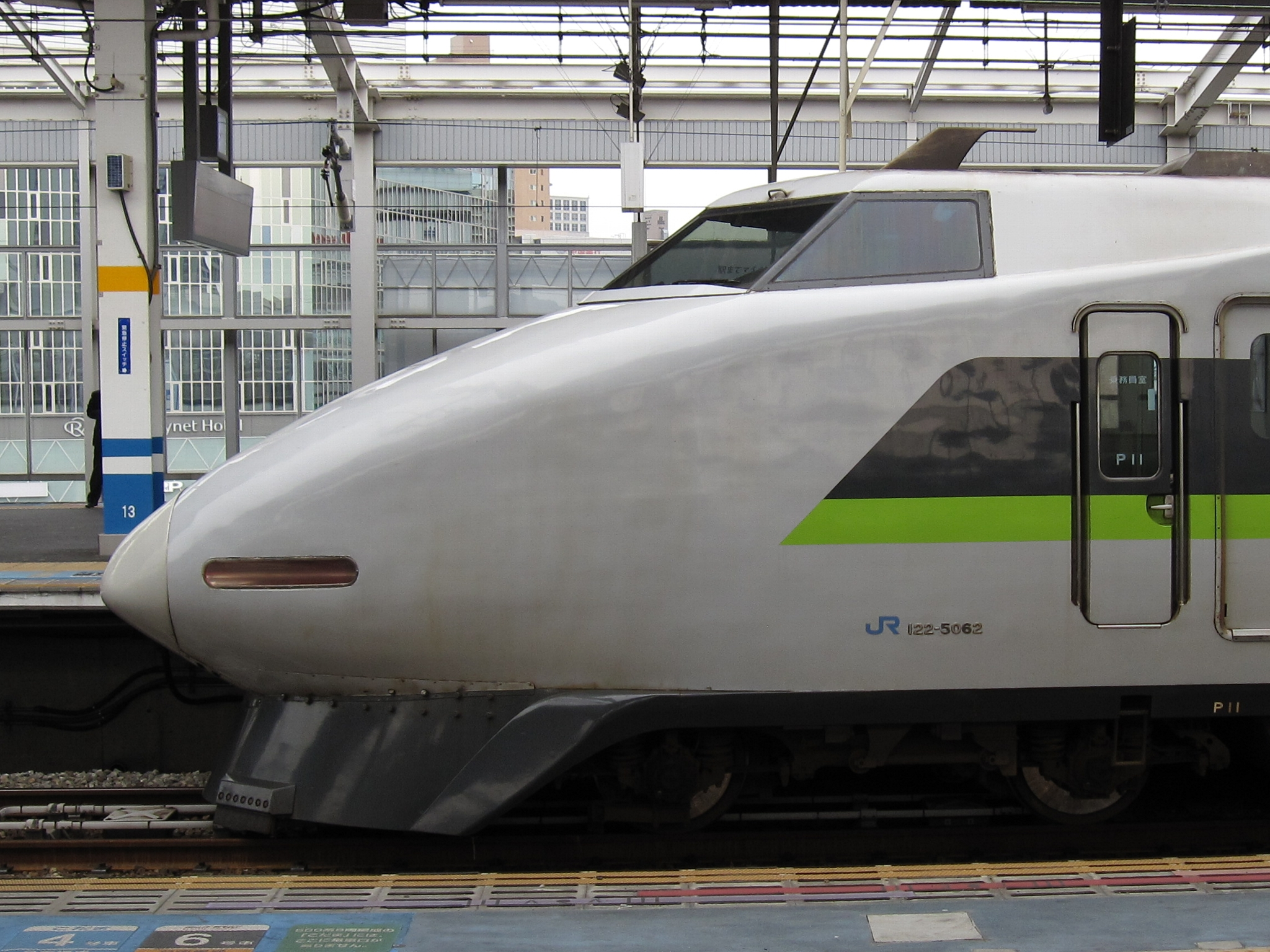
100系尖锐的前頭造型

100系与前代0系相比的最大差异就是前頭造型和双层车辆。为了降低噪音和减少空气阻力，前頭设计为前细后大的流线形，前照灯的设计由0系的纵向2灯改成横向2个细长的大灯。这个设计由近畿车辆提议。
为了尽可能减小驾驶室窗户和车体的水平落差，100系将0系上可开合的侧窗固定化、平滑化，因而使得形式阻力较0系降低70%。侧窗也固定化极力平滑化了（根据这个行驶时的阻力与0系相比减轻了70% ）。另外，试制车的前照灯类似丹凤眼那样略带角度，量产车角度变小，这样的形状使其又有“鲨鱼车头（鲨鱼鼻子）”之称。紧急状态时用的连接器收纳在车头中央的圆罩里。
车身下部的裙板内部是数层铝合金板构成排障器。和200系一样，其空调装置（AU83型）安装在车厢两端的车顶上。车体和0系一样采用普通钢（碳素钢），车顶部分采用了波形不锈钢（厚0.8mm），并采用了与侧面连为一体的结构。
车厢窗户方面，9000番台（X0→）X1编组採用和0系1000、2000番台一样的小窗户，但量产编组采用和0系0番台一样两排共用的大窗户。普通车（二等座车）窗户尺寸為1660mm×610mm，绿色车厢（一等座车）則為1870mm×610mm（与0系0番台一样）。而車窗在玻璃的厚度及構造上也一致化，以強化其強度。。

#### 涂装
初始的车身涂装采用珍珠白（牡蛎白），窗户四周为深蓝色，其下又有蓝条纹。JR西日本所属的K、P编组涂装变更请参照#K编组、P编组。
100系NS标志 （页面存档备份，存于）
日本國有鐵道时期，100系被赋予“New Shinkansen”的爱称，双层车厢（X编组第8、9号車廂）上这一红色标志（NS标志）。X1编组南侧和车体的蓝色带一样大，北侧则相对更大。量产车（X2 - X7编组）采用和X1编组北侧一样略大于蓝色带的标志。1987年前日本國有鐵道民营化拆分后，此标志被以JR标志替换。后来，JR东海所属车辆第1、8、15→16号车以JR东海的橙色标志（JR西日本则为蓝色）+车辆编号。JR西日本所属车辆（V编组）初期和X编组一样，第1、15号车厢则因为有厕所而用稍小的JR标志做区分。
编组编号记载于驾驶台下端、先头车辆乘务员门、乘务员门下方的裙板，但1997年左右开始改为记载于驾驶台上端。
原設計最高運行速度為275km/h，但基於噪音限制問題，故最高運行車速被限制於220km/h。

## 编組

### X編組
16輛編組，由東海旅客鐵道擁有。其中兩輛為雙層車廂。投入服務初期設有餐車，但於1998年隨著X編組改為服務東海道新幹線的回聲號班次，餐車亦告停用。全盛時期共有7列X編組，之後自1999年起陸續退役。现时只剩一列被保留在JR东海滨松工场中。

新幹線100系X3編組
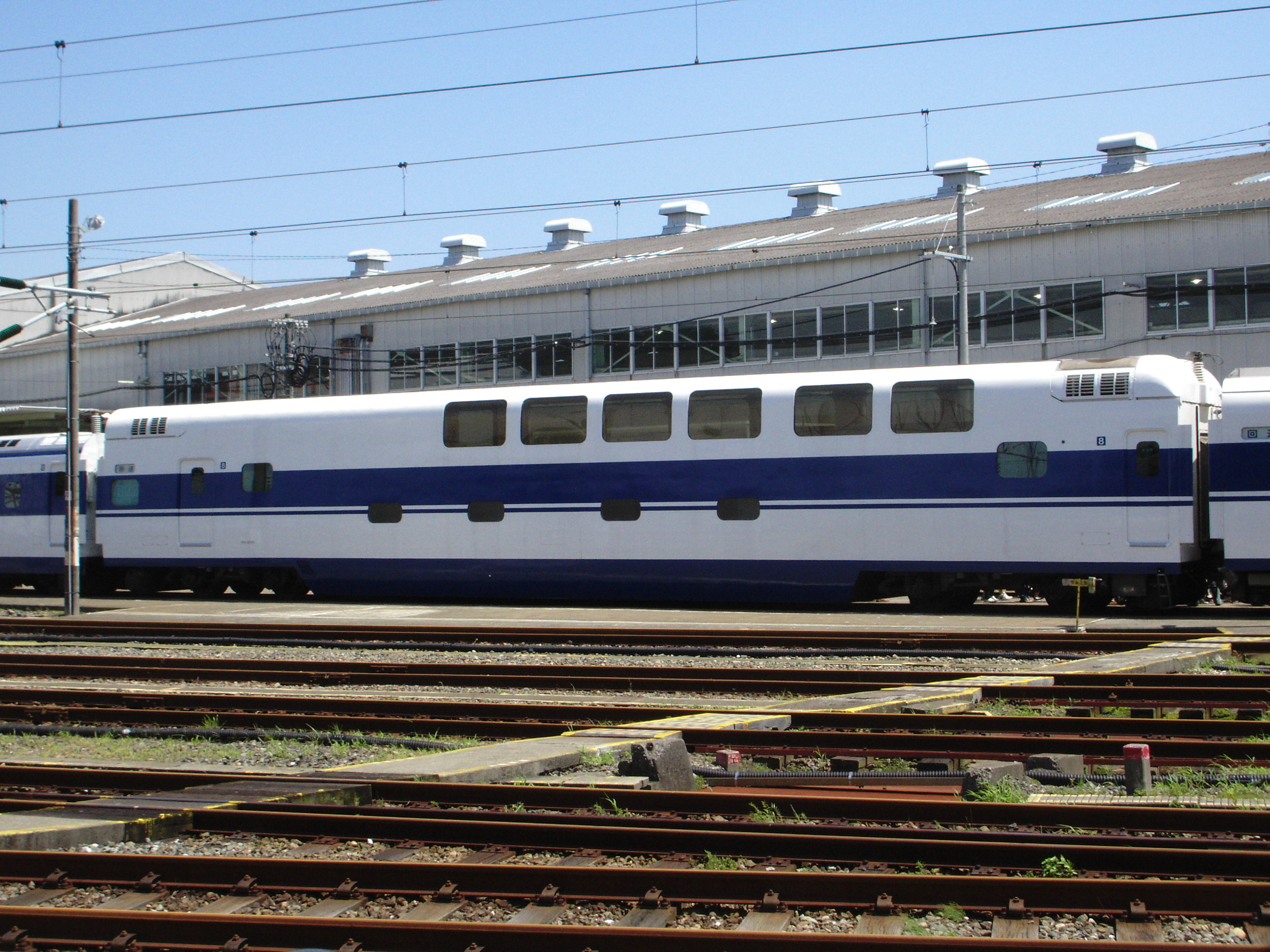
新幹線100系X編組双层餐车（168-9001）

| ←博多                | ←博多                | ←博多               | ←博多                | X編組表             | X編組表              | X編組表             | X編組表                | X編組表                   | X編組表               | X編組表             | X編組表              | 東京→               | 東京→                | 東京→               | 東京→                 |
| 1号車                | 2号車                | 3号車               | 4号車                | 5号車               | 6号車                | 7号車               | 8号車                  | 9号車                     | 10号車                | 11号車              | 12号車               | 13号車              | 14号車               | 15号車              | 16号車                |
| 123型（Tc） 普通車厢 | 126型（M'） 普通車厢 | 125型（M） 普通車厢 | 126型（M'） 普通車厢 | 125型（M） 普通車厢 | 126型（M'） 普通車厢 | 125型（M） 普通車厢 | 168型（T'dd） 雙層餐車 | 149型（Tsd） 雙層綠色車厢 | 116型（M's） 綠色車厢 | 125型（M） 普通車厢 | 126型（M'） 普通車厢 | 125型（M） 普通車厢 | 126型（M'） 普通車厢 | 125型（M） 普通車厢 | 124型（T'c） 普通車厢 |

- 定員：1,277人
- 製造辆数：7列（X1 - X7編組）共112辆
- 最高速度：220km/h
- 製造時期：1985年 - 1986年

### G編組
與X編組一樣，也是16輛編組，並由東海旅客鐵道擁有。其中兩節是雙層車廂，但餐車改為綠色車廂和餐車混合車，上層為綠色車廂，下層為餐車，沒有了廚房設備。全盛時期共有50列G編組。

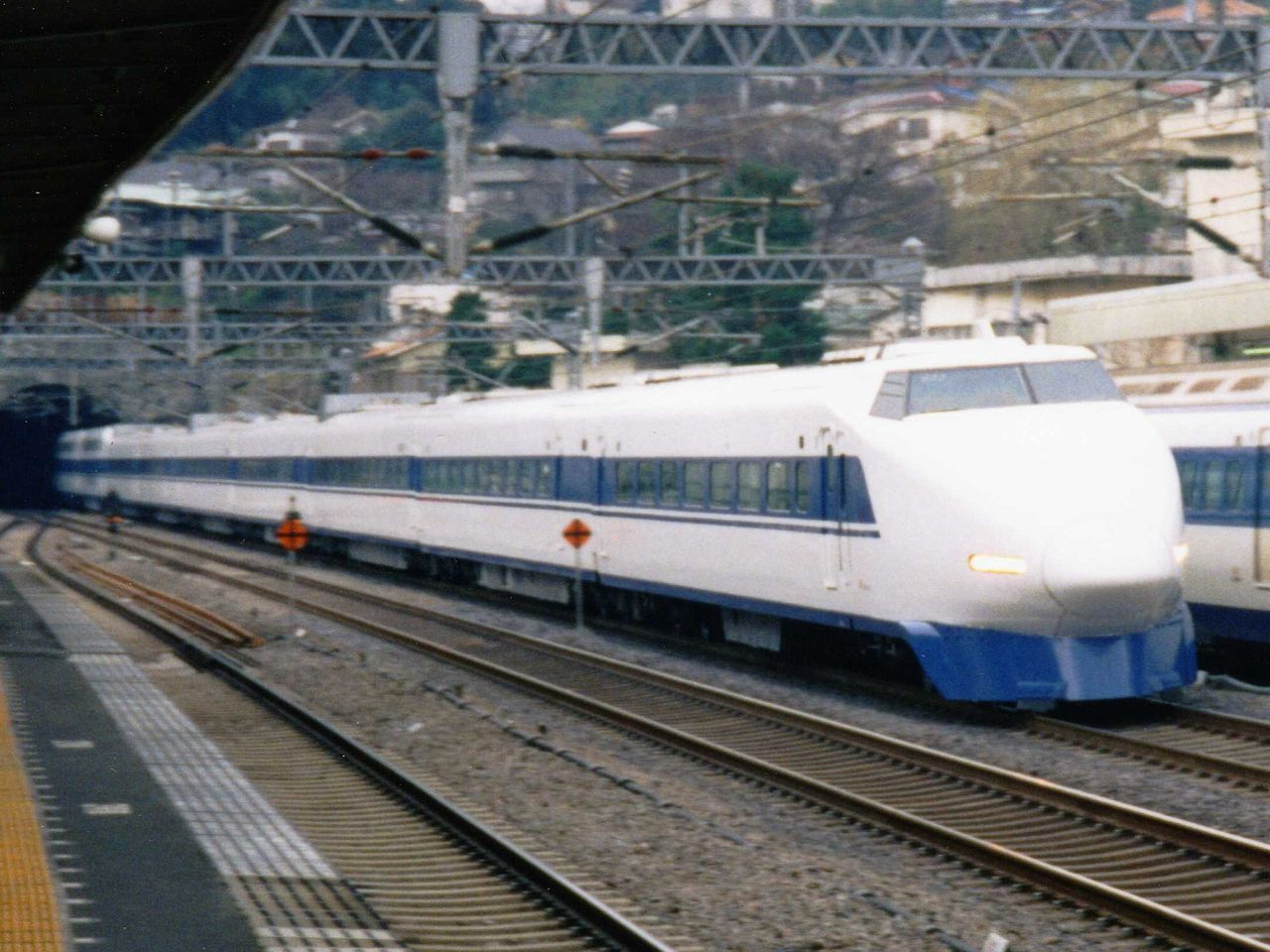
新干线100系G編組
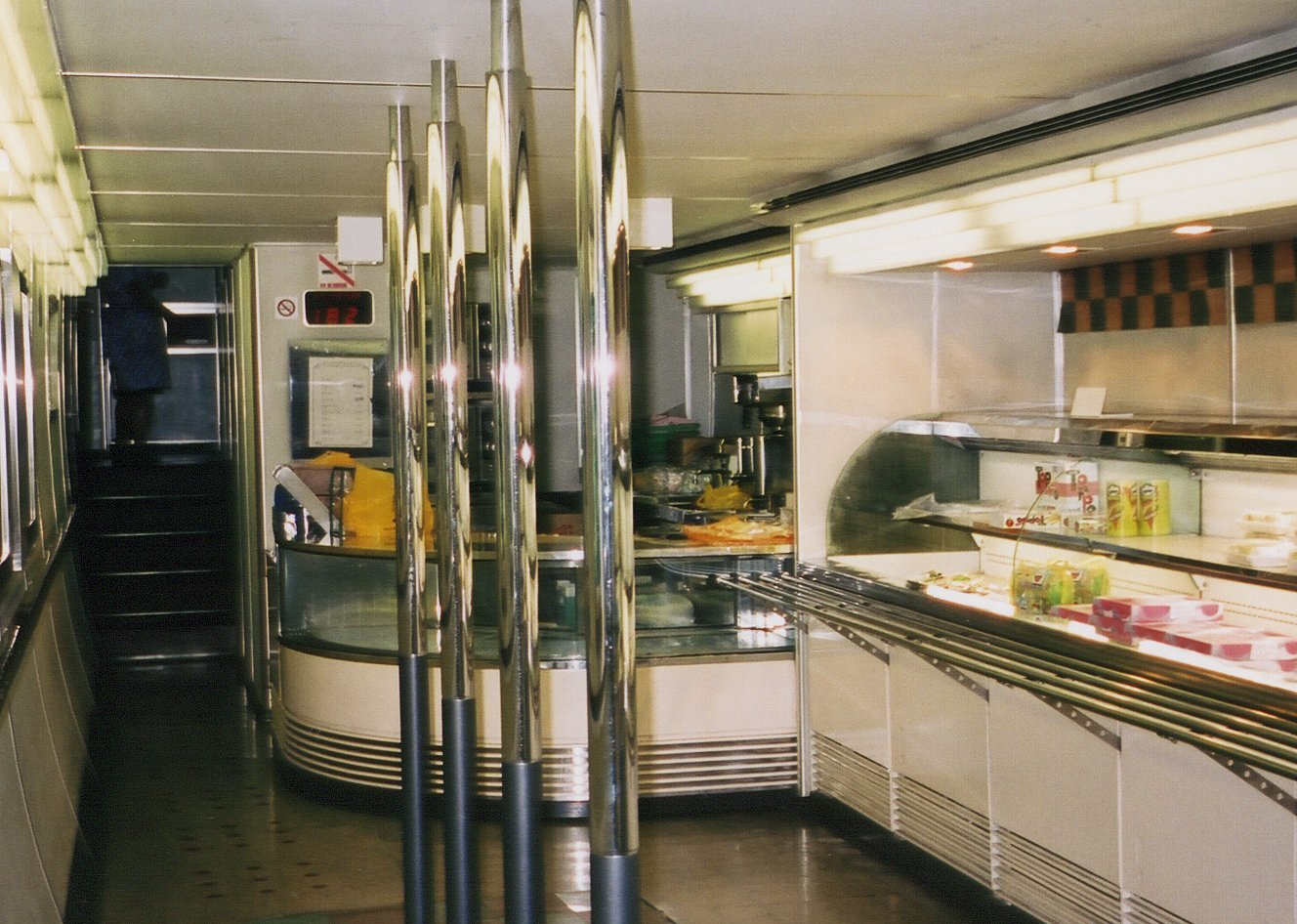
新干线100系G編組餐車
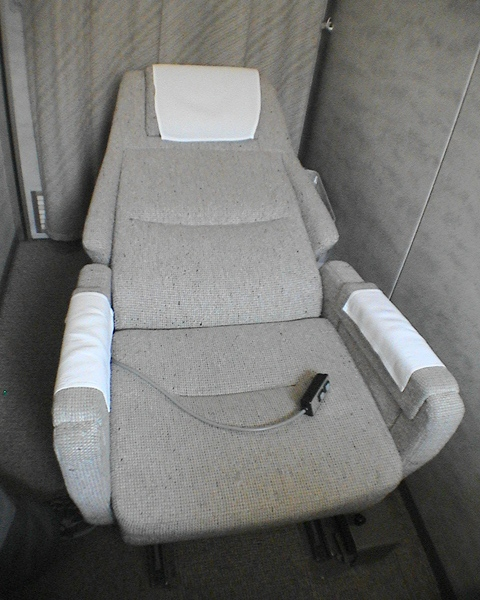
新干线100系G編組一人包座车厢

| ←博多                | ←博多                | ←博多               | ←博多                | G編組表             | G編組表              | G編組表             | G編組表                     | G編組表                   | G編組表               | G編組表             | G編組表              | 東京→               | 東京→                | 東京→               | 東京→                 |
| 1号車                | 2号車                | 3号車               | 4号車                | 5号車               | 6号車                | 7号車               | 8号車                       | 9号車                     | 10号車                | 11号車              | 12号車               | 13号車              | 14号車               | 15号車              | 16号車                |
| 123型（Tc） 普通车厢 | 126型（M'） 普通车厢 | 125型（M） 普通车厢 | 126型（M'） 普通车厢 | 125型（M） 普通车厢 | 126型（M'） 普通车厢 | 125型（M） 普通车厢 | 148型（T'sbd） 雙層綠色车厢 | 149型（Tsd） 雙層綠色车厢 | 116型（M's） 綠色车厢 | 125型（M） 普通车厢 | 126型（M'） 普通车厢 | 125型（M） 普通车厢 | 126型（M'） 普通车厢 | 125型（M） 普通车厢 | 124型（T'c） 普通车厢 |

- 定員：1,321人
- 製造辆数：50列（G1 - G50編組）共800辆
- 最高速度：220km/h
- 製造時期：1987年 - 1992年

### V編組
由西日本旅客鐵道擁有，1989年年起投入山陽新幹線的超級光號（グランドひかり，Grand Hikari）班次服務。也是16輛編組，但雙層車廂數目增加至四節，V編組其中三節雙層車廂（第7、9和10號車廂）的上層是綠色車廂，下層是普通車廂，另外一節雙層車廂（第8號車廂）是餐車；頭尾兩個駕駛室車廂亦由X編組和G編組的非動力車改為動力車廂，因此整列列車仍舊維持12M4T的驅動配置。最高運行速度提升至230km/h，也是唯一可以230km/h行駛的100系編組。全盛時期共有9列V編組，現時只剩一列被保留在博多綜合車輛所中。

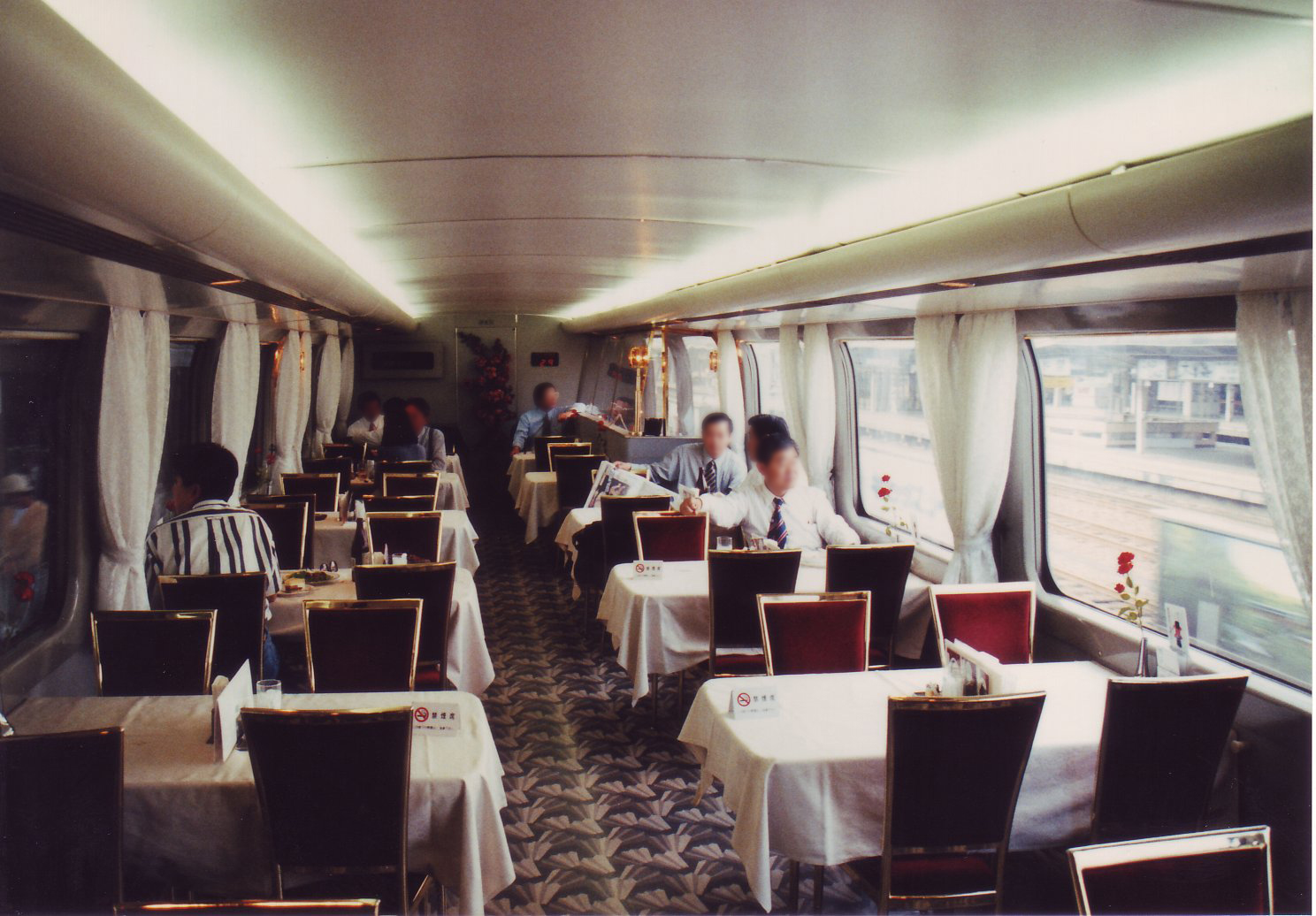
V編組餐車車廂（1999年7月）
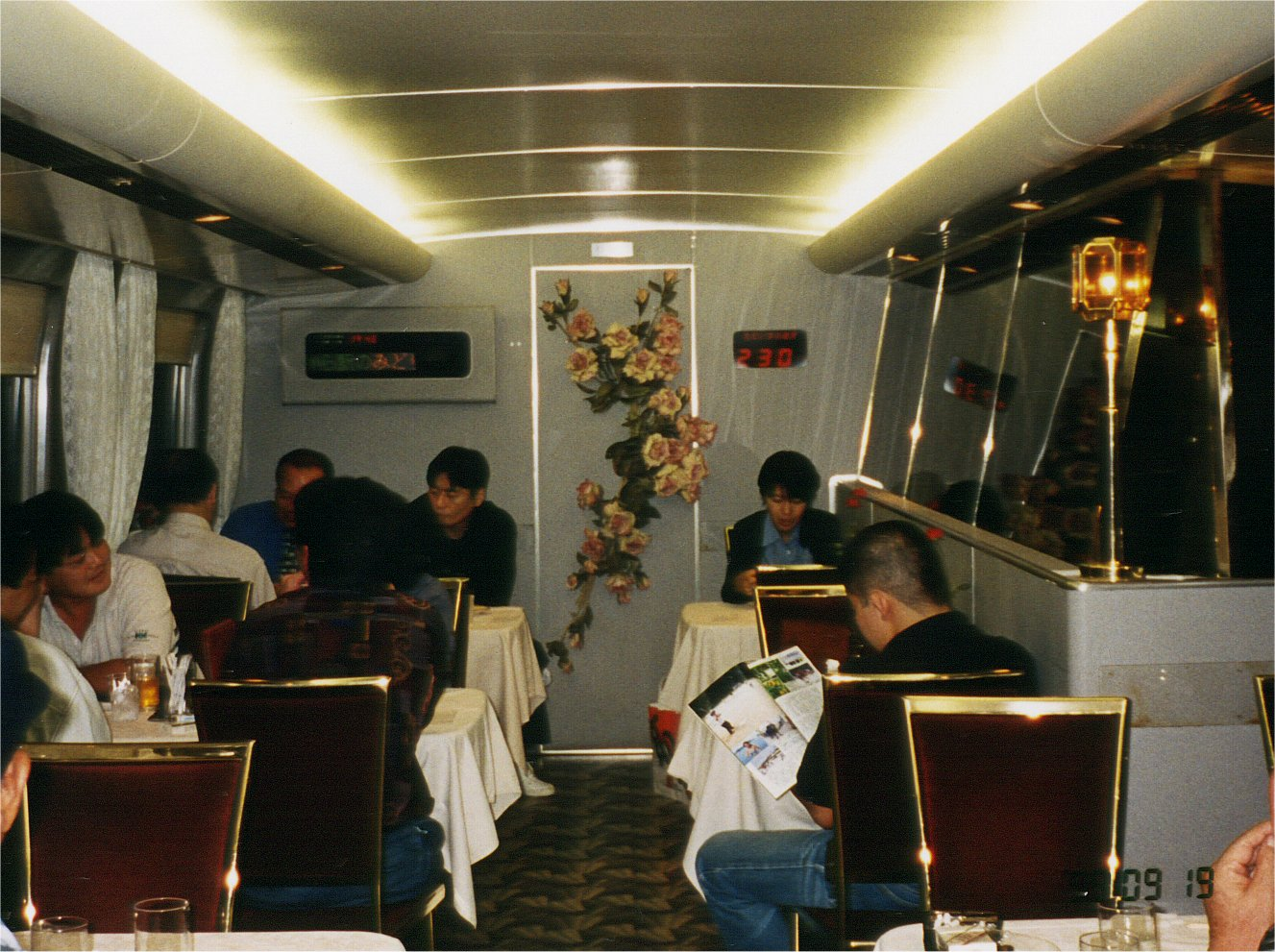
V編組餐車車廂（1997年）

| ←博多              | ←博多              | ←博多             | ←博多              | V編組表           | V編組表            | V編組表                     | V編組表          | V編組表                     | V編組表                      | V編組表           | V編組表            | 東京→             | 東京→              | 東京→             | 東京→               |
| 1号車              | 2号車              | 3号車             | 4号車              | 5号車             | 6号車              | 7号車                       | 8号車            | 9号車                       | 10号車                       | 11号車            | 12号車             | 13号車            | 14号車             | 15号車            | 16号車              |
| 121型(Mc) 普通車厢 | 126型(M') 普通車厢 | 125型(M) 普通車厢 | 126型(M') 普通車厢 | 125型(M) 普通車厢 | 126型(M') 普通車厢 | 179型(Tsd) 双层绿色普通車厢 | 168型(T'dd) 餐車 | 179型(Tsd) 双层绿色普通車厢 | 178型(T'sd) 双层绿色普通車厢 | 125型(M) 普通車厢 | 126型(M') 普通車厢 | 125型(M) 普通車厢 | 126型(M') 普通車厢 | 125型(M) 普通車厢 | 122型(M'c) 普通車厢 |

- 定員：1,285人（普通車廂1,169人、绿色車廂116人）
- 製造辆数：9列（V1 - V9編組），144辆
- 最高速度：230km/h
- 製造時期：1989年 - 1991年

### P編組、K編組
P編組為4輛編組，改裝自X編組、G編組和V編組退役列車，沒有雙層車廂和綠色車廂，一共改造了12列編組（P1 - P12編組），並服務於岡山至博多之間的山陽新幹線回聲號及博多南線。K編組為6輛編組，改裝自G編組和V編組退役列車，也沒有雙層車廂和綠色車廂，一共改造了10列編組（K51 - K60編組）。

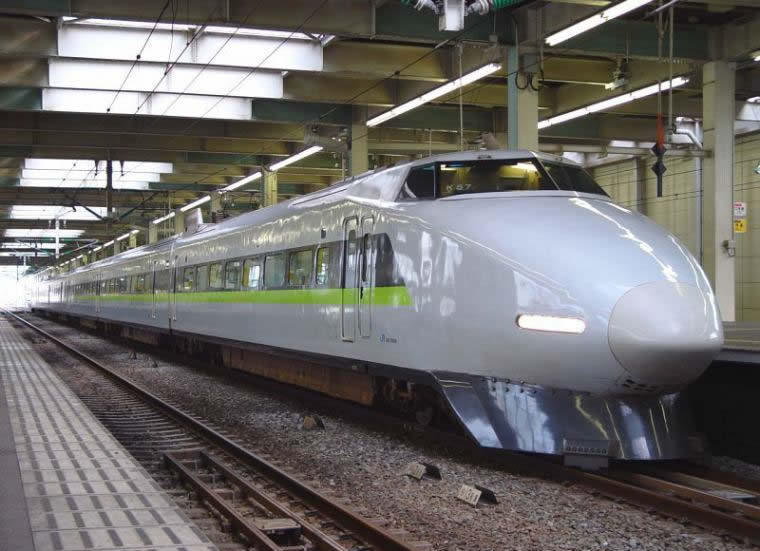
經過翻新的新幹線100系K編組 （2003年7月20日攝於廣島站）
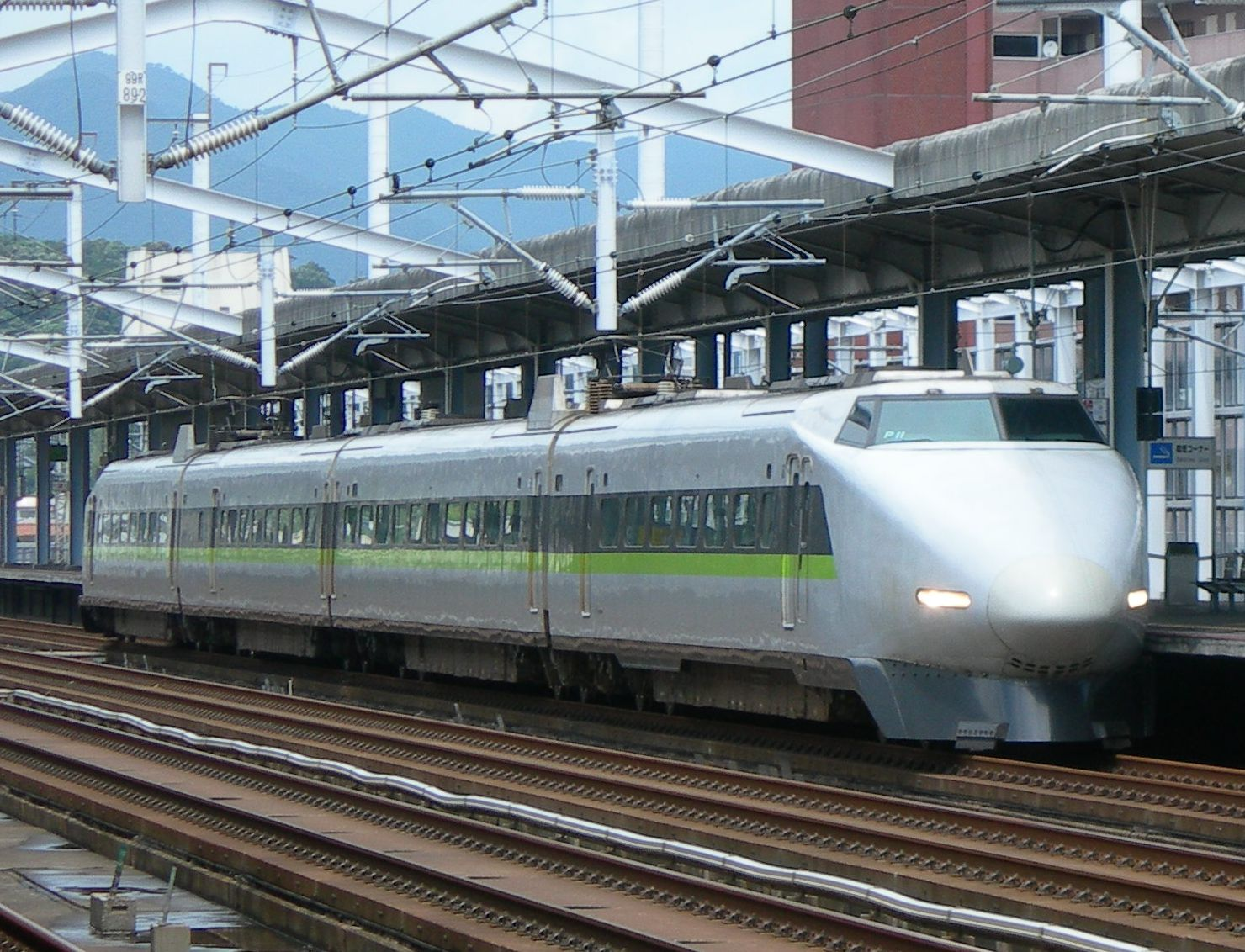
經過翻新的新幹線100系P11編組 （2009年8月12日攝）

#### 編組
- 短編組化在博多综合車輛所进行改造。

| ←博多          | ←博多          | K編組         | K編組          | 新大阪→       | 新大阪→         |
| 1号車          | 2号車          | 3号車         | 4号車          | 5号車         | 6号車           |
| 121型(Mc) 52名 | 126型(M') 80名 | 125型(M) 58名 | 126型(M') 72名 | 125型(M) 72名 | 122型(M'c) 60名 |

| ←博多          | P編組          | P編組         | 岡山→           |
| 1号車          | 2号車          | 3号車         | 4号車           |
| 121型(Mc) 52名 | 126型(M') 80名 | 125型(M) 58名 | 122型(M'c) 60名 |

- K編組（6輛編組）
  - 定員：394人（全車普通車）
  - 編組、車輛總数：10列（K51 - K60編組），60輛
  - 最高速度：220km/h
  - 組成時期：2002年 - 2003年
- P編組（4輛編組）
  - 定員：250人（全車普通車）
  - 編組、車輛總数：12列（P1 - P12編組），48輛
  - 最高速度：220km/h
  - 組成時期：2000年 - 2001年、2003年 - 2005年

## 現況
自90年代起，極速更高的300系、500系、700系陸續投入服務，加快推動東海道新幹線高速化，令100系在東海道新幹線的重要性開始銳減。而且100系在東海道新幹線最高速度只有220km/h，與0系相比，行車性能上並沒有太大的分別，其次，在山陽新幹線的單獨運用上，16輛編組的100系出現輸送過剩的情況，因而有不少的車輛在未達至壽命的期限前已被淘汰。
隨著品川站啟用和更多的700系投入服務，所有100系於2003年9月16日在東海道新幹線開出告別班次後，全面退出東海道新幹線。而16輛編組的G和V編組部分改為K（6輛）編組、P（4輛）編組在山陽新幹線擔任回聲號班次作各站停靠服務。P編組所有列車於2011年3月12日列車改點後退役。
所有JR西日本剩餘的100系列車於2012年3月16日運行告別班次臨時光號445後與300系一同退役。

### 告別班次
- 岡山→博多
  - 日期：2012年3月16日
  - 班次編號：臨時「光」445號
  - 行車時刻表：岡山11:43發→廣島12:46發→德山13:27發→新山口13:43發→小倉14:09發→博多14:29到

此次告别班次中，K54编组在冈山支所待命，以防列车无法运行。

### 現役100系列車
總數0輛。
- P2編組目前為新下關乘務員訓練中心訓練車輛，於2009年2月取代已全數退役的0系列車（Q3編成）。

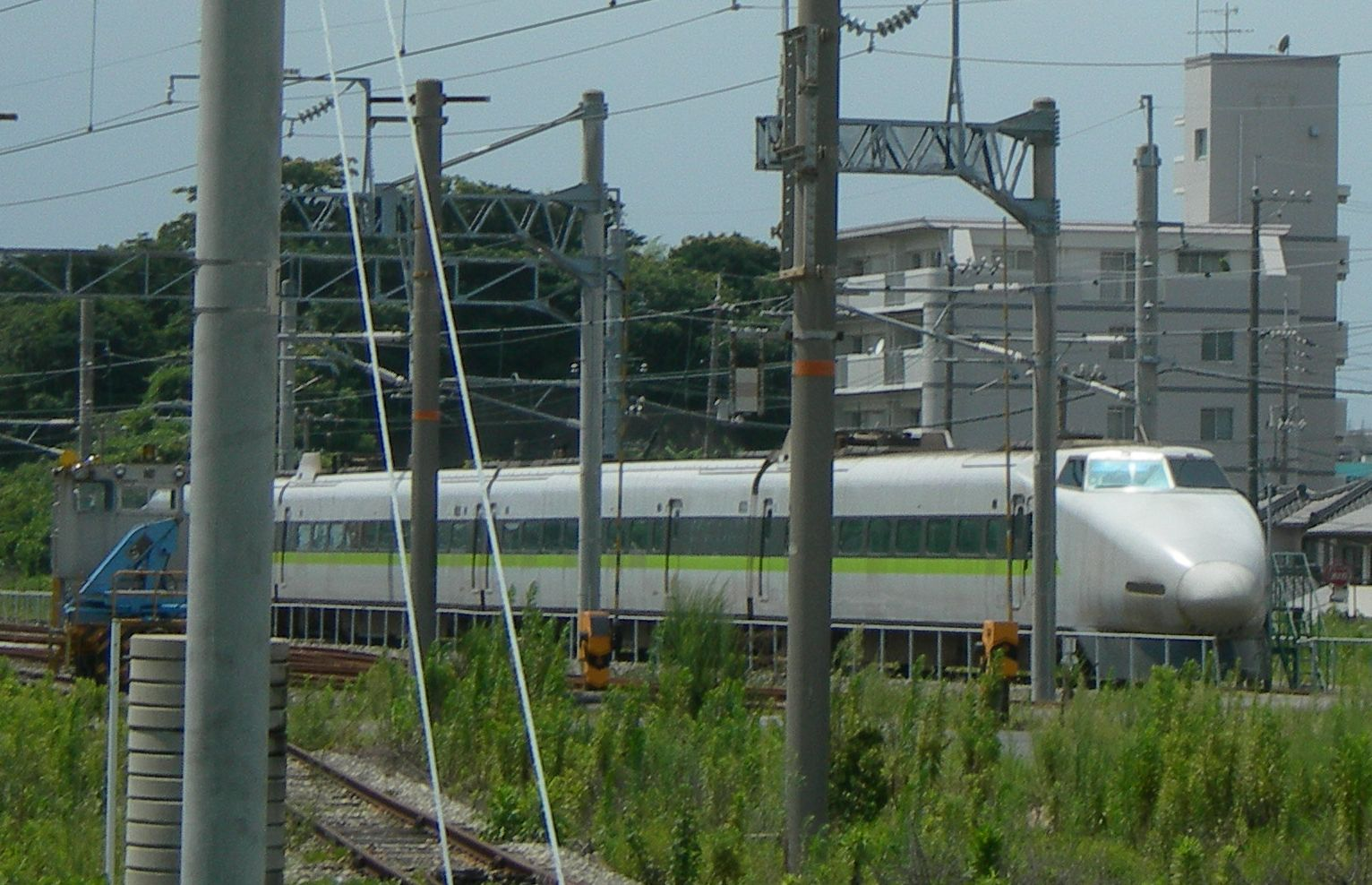
已除役的新幹線100系P2编組停放于JR西日本乘务员训练中心 （2009年8月）

## 保存車辆

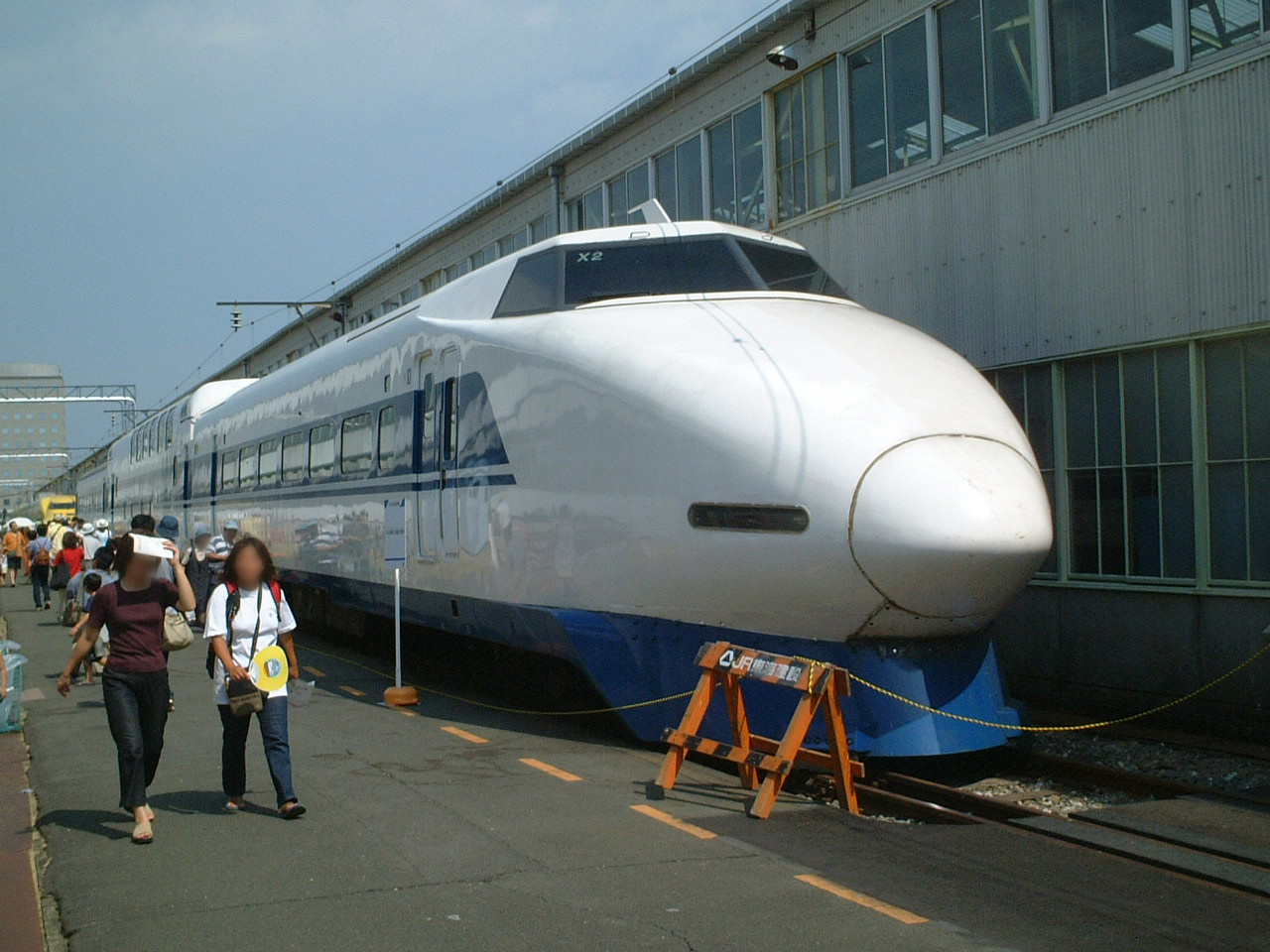
123-1（在JR東海浜松工場當時，自2011年移動至JR東海磁懸浮・鐵道館）

- 123-1（初代G1→X2編組1号車）、168-9001（X0→X1編組8号車）：JR東海磁懸浮・鐵道館（リニア・鉄道館）。
- 179-3009（V9編組7号車）、168-3009（V9編組8号車）：JR西日本博多综合車両所。                   ※122-5003(←122-3003) (K54編成6號車←V3編成16號車)：京都鐵道博物館。

## 外部連結
- 川崎重工業－JR西日本用新幹線100系介紹
- - JRおでかけネット
- ありがとう、100系・300系 - JRおでかけネット